# Атласна колода

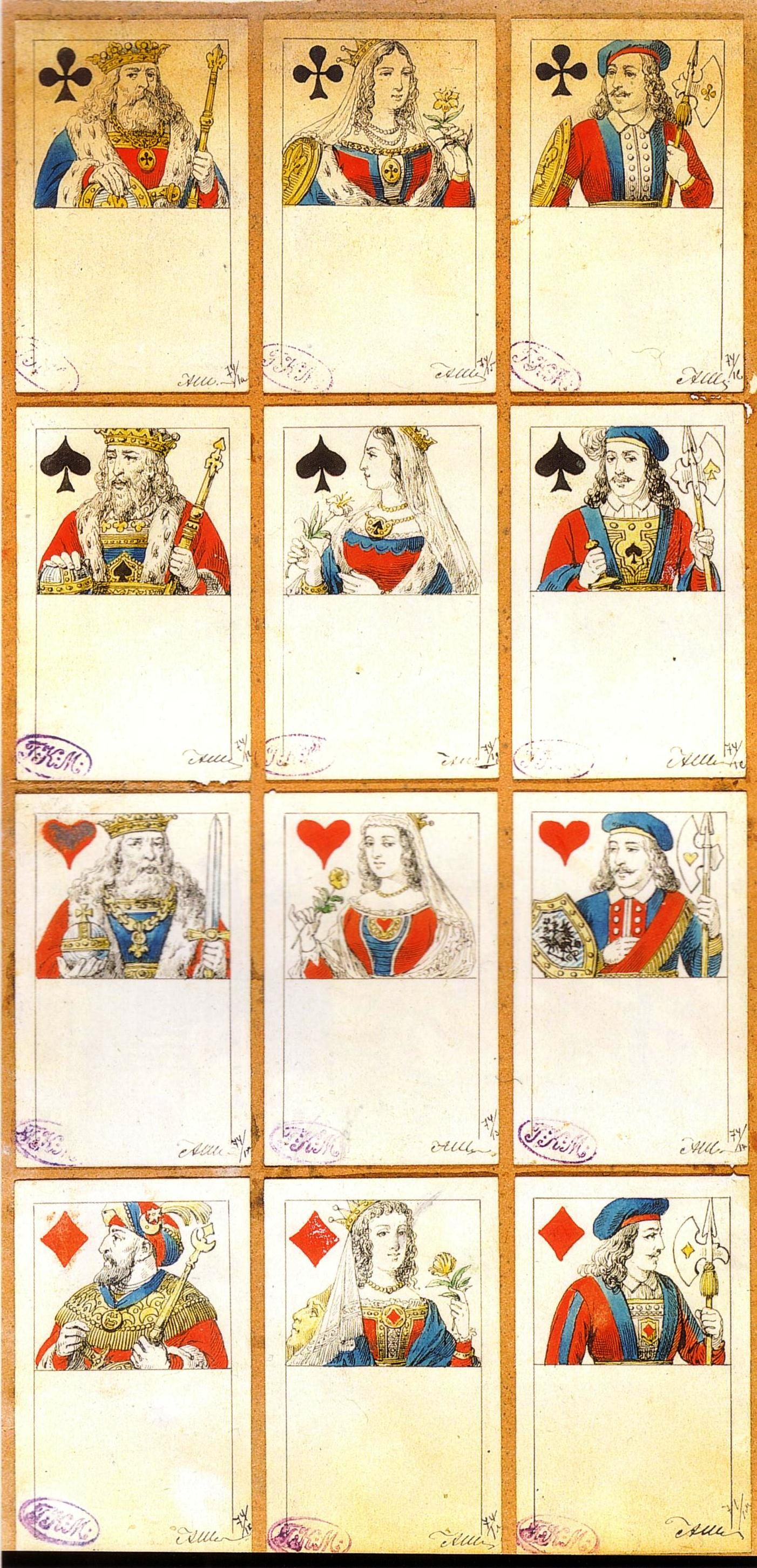
Ескізи атласної колоди гральних карт академіка А. Й. Шарлеманя

Атла́сні ка́рти (рос. атласные карты) — гральні карти з малюнком карт, створеним у середині XIX століття академіком живопису Адольфом Йосиповичем Шарлеманем (Боде-Шарлемань), що став звичним для Росії та використовується донині.
У XIX столітті в Російській імперії гральні карти відрізнялися не лише за типом колоди, але й за сортами — якістю паперу та друку. Сорти розподілялися на найдешевший — глазетні для «публіки», середнього рівня — атласні першого та другого сорту, тиснені золотом і найдорожчі — для імператорського двору. Для всіх них Шарлемань створив єдиний новий вигляд, переробивши вже звичний для Росії початку XIX століття «північнонімецький малюнок» — різновид французької колоди карт. Нові малюнки були дуже вдалі й технологічно — друкувалися чотирма фарбами, й естетично — лаконічні та прості, але при цьому зі своїм виразним стилем, з характером кожного зображеного персонажа.
Спершу поняття «атласні» стосувалося лише середнього сорту карт — друковані на натертому тальком папері, їх було зручно тасувати, та вони не боялися вологи. Із часом карти нижчої та вищої якості припинили виробляти, а назва «атласні» вкорінилася саме за малюнком карт академіка Шарлеманя. З другої половини XIX століття атласна колода набула широкого поширення та стала традиційною російською колодою карт. Малюнки карт, майже не зазнавши змін, досі використовують у Росії та на пострадянському просторі. Єдині винятки — в оригінальному ескізі бубновий туз і чирвовий валет містили герб Російської імперії.
За Олександра I на виробництво гральних карт, що приносило значні прибутки, встановлюється державна монополія, з прибутками на користь благодійного відомства імператриці Марії Федорівни. Виробництво карт було розгорнуто в передмісті Санкт-Петербурга, на казенній Олександрівській мануфактурі, при якій 1819 року почала діяти імператорська карткова фабрика.
Оригінали ескізів А. Й. Шарлеманя зберігалися в архіві Державної карткової монополії, що відала продажем гральних карт у СРСР. Після її ліквідації перейшли до зібрання Олександра Семеновича Перельмана, ленінградського колекціонера та історика гральних карт, який володів найбільшою в СРСР колекцією карт і карткових атрибутів.
Після Жовтневого перевороту зі щита чирвового валета зникає герб Російської імперії. Крім того, повністю змінюється дизайн бубнового туза — з нього прибрали також й емблему Імператорського виховного дому та змінили орнамент.

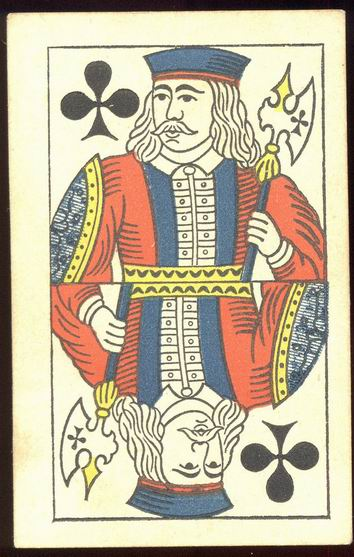
Валет треф 2-й сорт
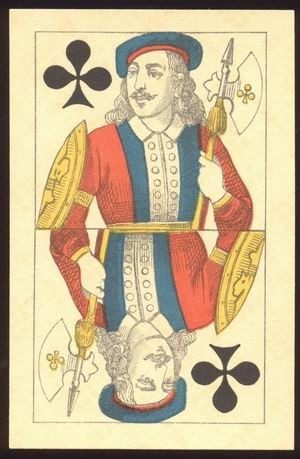
Валет треф 1-й сорт
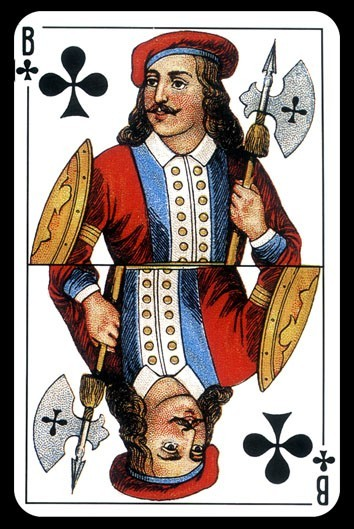
Валет треф сорт екстра
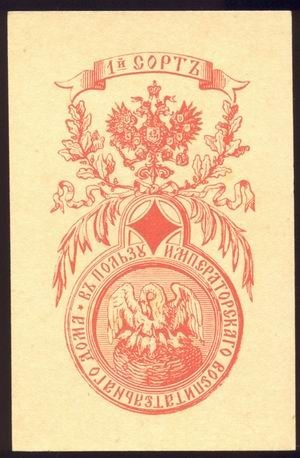
На користь імператорського виховного дому
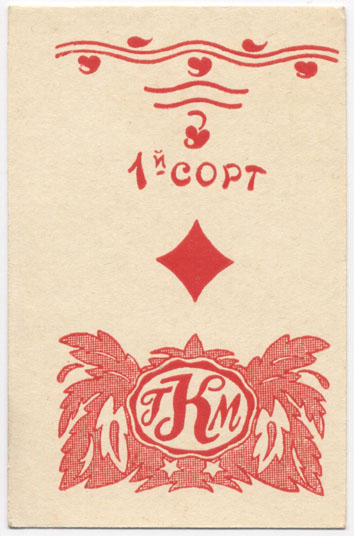
Бубновий туз у перші роки радянської влади